# Museo nacional de Costa Rica
Il Museo Nacional de Costa Rica è il museo nazionale della Costa Rica, situato nella capitale San José.
Esso è ubicato in Calle 17, tra la Avenida Central e la Avenida Segunda, Cuesta de Moras, nella Fortezza Bellavista, un edificio merlato di color ocra posto di fronte all'Assemblea legislativa della Costa Rica.
La fortezza fu costruita nel 1917 come struttura militare. Le mura esterne presentano tuttora molti proiettili incastrati in esse nel corso della guerra civile del 1948.
Divenne la sede del museo nel 1950.
L'ingresso, posto sul lato orientale, conduce a un cortile in cui sono esposti manufatti precolombiani e cannoni del periodo coloniale.
Il museo è organizzato tematicamente con un percorso che dall'ingresso si sviluppa in senso antiorario.
Si incontrano quindi, in successione, materiali relativi alla storia geologica, coloniale, archeologica, religiosa e moderna della Costa Rica.
Nella torre nordorientale, il museo possiede una notevole collezione di tavoli di pietra precolombiani (metate), ceramiche e una "Sala de Oro" (sala dell'oro).
La sala coloniale ha una notevole collezione di mobili ed è strutturata in modo da rappresentare gli appartamenti tipici del XVIII secolo.
Il museo comprende anche una mostra sul Premio Nobel per la Pace del 1987 Óscar Arias e un busto di José Figueres, oltre a un giardino delle farfalle nell'esterna "Plaza de la Democracia".